# Гребля Ар-Рафіса

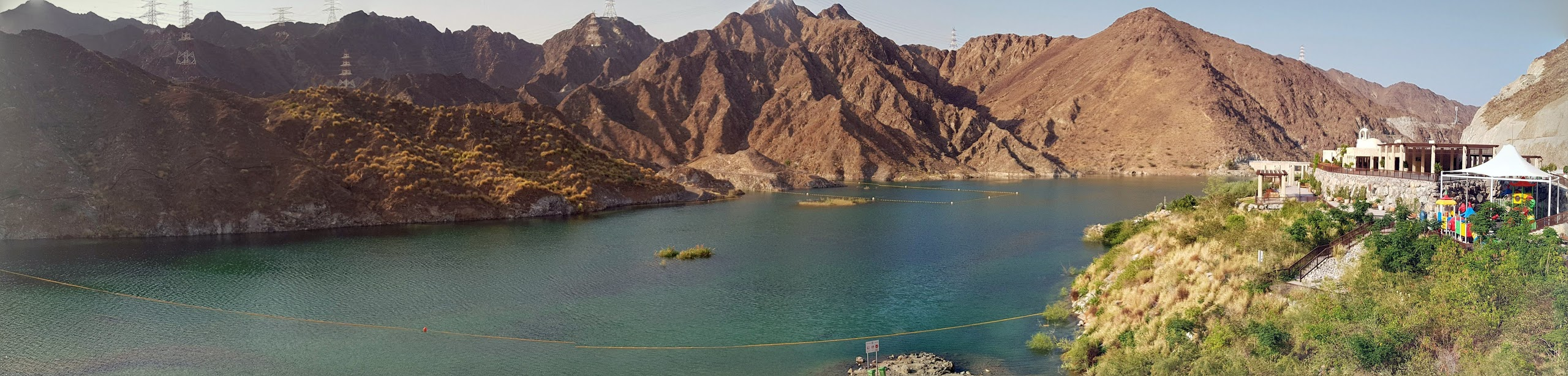
Водосховище греблі

Гребля Ар-Рафіса (араб. سد الرفيصة, кириліз.: Суд «Ар-Рафіса») — гребля на північному сході Об'єднаних Арабських Еміратів, у еміраті Шарджа за 3 км на захід від міста Хор-Факкан.

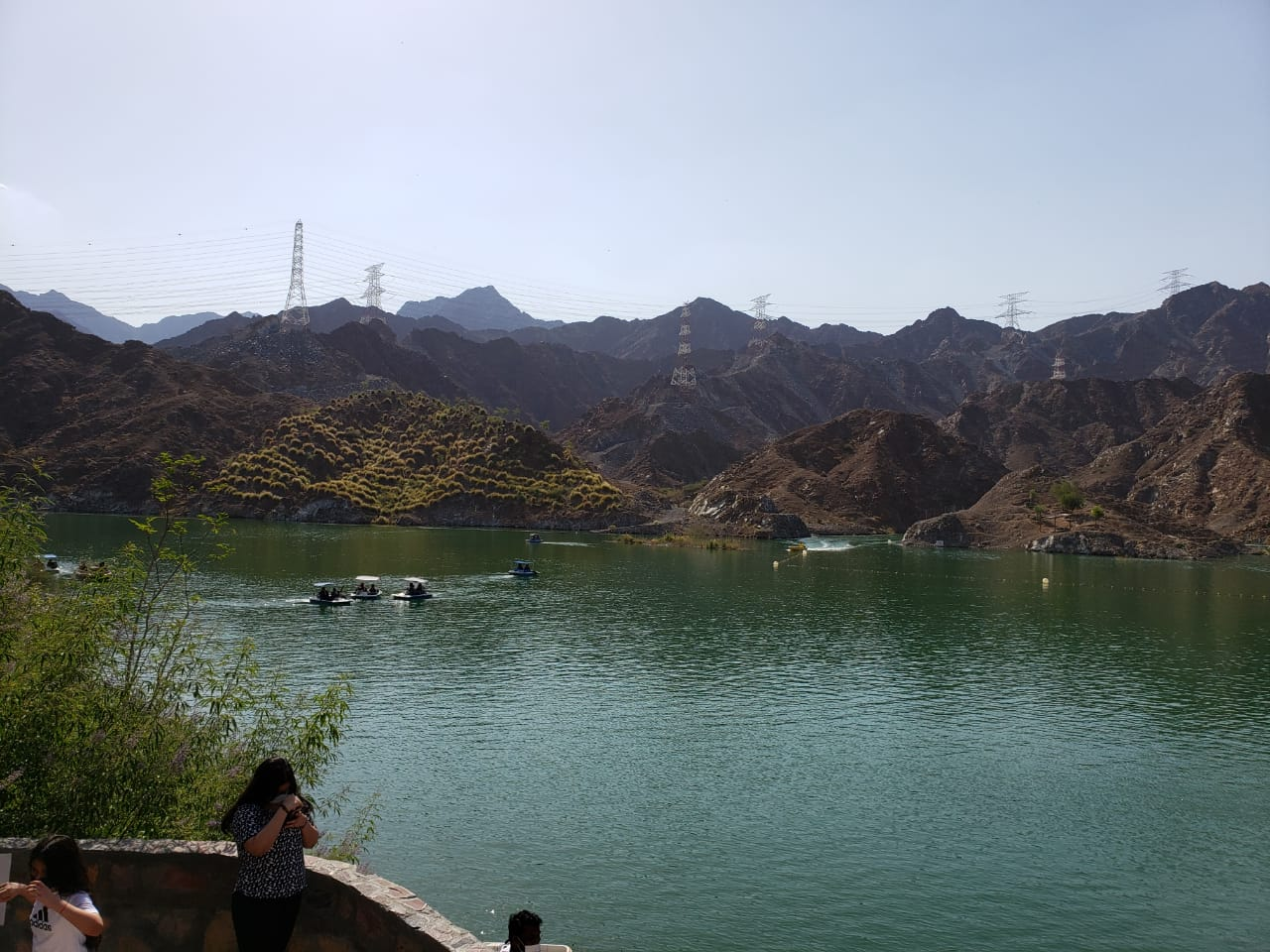
Водосховище греблі

Гребля, яку ввели в дію у 1984 році, захисту від повеней та водозабезпечення. В межах проєкту ваді Хаб-аш-Шаарідж перекрили насипною земляною та кам'яно-накидною спорудою довжиною 315 метрів та шириною по гребеню 10 метрів.
Гребля утримує водосховище об'ємом 5,7 млн м3 з площею поверхні 8,2 гектара та глибиною 13 метрів.